# Neugattersleben
Neugattersleben é um município da Alemanha, situado no distrito de Salzlandkreis do estado de Saxônia-Anhalt. O município de Neugattersleben é membro da associação municipal de Nienburg.